# Гамелин де Варенн, граф Суррей
Гамелин (Хэмелин) де Варенн (англ. Hamelin de Warenne, около 1130 — 7 мая 1202) — граф Суррей (по праву жены), внебрачный сын Жоффруа V Красивого, герцога Нормандии. Играл важную роль в политике Англии при королях Генрихе II, Ричарде I и Иоанне. Основатель линии Плантагенет-Варенн дома де Варенн.

## Биография
Будучи незаконнорождённым сыном Жоффруа V Анжуйского, Гамелин приходился единокровным братом королю Англии Генриха II и дядей Ричарду Львиное Сердце и королю Иоанну.
В 1162 году архиепископ Кентерберийский Томас Бекет расстроил свадьбу Гийома Плантагенета, брата Генриха II, с графиней Суррея Изабеллой де Варенн, которая была единственной дочерью Вильгельма де Варенна и вдовой Вильгельма де Блуа, младшего сына короля Англии Стефана. Генрих предложил Гамелину в жены Изабеллу, которая была одной из богатейших наследниц в Англии. Гамелин и Изабелла сочетались браком в апреле 1164 года, и после брака он получил титул графа де Варенн, хотя правильнее его было называть графом Суррея, так как он владел графством jure uxoris — по праву своей жены. Но в современных Гамелину источниках он подобным титулом как правило не назывался. Также земли графа располагались в Норфолке и Суссексе. Вследствие брака он получил родовое прозвание де Варенн, которое передалось его потомкам.
Земли Гамелина сосредотачивались в Йоркшире вокруг Конисбро, центром которых был мощный замок, построенный графом в 1180 году. Он также обладал правом на треть судебных доходов графства Суррей, и ему принадлежали замки Мортмер и Белленкомбр в Нормандии. Имущество графа де Варенн занимало девятое место среди самых богатых английских магнатов в 1173 году. Области, принадлежавшие Гамелину в Верхней Нормандии были важны, но не выделялись среди владений других баронов.
Гамелин присоединился к обвинениям Томаса Бекета в 1164 году, обвиняя его в измене. После возвращения того из изгания граф был обвинен им в отказе платить десятину монастырю в Льюисе. Однако после смерти Бекета Гамелин поверил в его святость. Он рассказывал, что излечился от слепоты при помощи святого. Также он поддерживал близкие отношения с монахами в Кентербери.
В 1173 году он упомянут в нескольких уставах Фонтевро как «виконт де Турень». Возможно, во время изгнания Генриха II в Ирландии, Гамелину была поручена защита владений Анжуйского дома в этом регионе, граничившем с территориями, которые принадлежали дому де Блуа. В 1176 году он сопровождал свою племянницу Иоанну Английскую в Сицилию для вступления в брак с королём Вильгельмом II Добрым.
Гамелин оставался верен королю Генриху и в последние годы правления, когда многие дворяне (не из числа родни) покинули его. После его смерти в 1189 году он присутствовал на коронации своего племянника Ричарда I и стал его близким сторонником. Гамелин отдал Ричарду свои земли в Тороне во Франции в обмен на Тетфорд в Норфолке. Во время отсутствия Ричарда в Третьем крестовом походе начиная с 1191 года, он встал на сторону регента Уильяма де Лоншана, епископа Или, юстициара и лорд-канцлера Англии и регента государства против брата Ричарда Иоанна. Гамелин был послан Уильямом для освобождения архиепископа Йоркского Джеффри, который был незаконным сыном Генриха II и, соответственно, племянником Гамелина, из тюрьмы. 28 июля Гамелин представлял посредника в конфликте между епископом и сторонниками Иоанна и успокаивал две враждующие стороны, пытаясь найти выгодные для них условия.
В 1193 году на него, совместно с Уильямом д’Обиньи, 3-м графом Арундела, была возложена ответственность казначея за сбор денег для выкупа Ричарда I из германского плена. После совета в Ноттингеме в 1194 году, участие графа Гамелина в английской политике снизилось. Он присутствовал на второй коронации короля Ричарда 17 апреля 1194 года и на коронации короля Иоанна 27 мая 1199 года. 21 ноября того же года он был свидетелем принесения оммажа королём Шотландии Иоанну.
Гамелин умер в 1202 году и был похоронен в аббатстве Льюис в Сассексе. Через год скончалась его жена Изабелла и была похоронена рядом с ним. Его преемником стал их сын Вильгельм де Варенн.

## Брак и дети
Жена: (с апреля 1164) Изабелла де Варенн (ум. 12 июля 1203), графиня Суррей с 1148, дочь Вильгельма де Варенн, 3-го графа Суррей и Аделы де Монтгомери. От этого брака у них было не менее четырёх детей:
- Адела (Эла) (ок. 1162 — после 1220); 1-й муж — Роберт де Ньюбург; 2-й муж — Уильям Фиц-Уильям из Спротборо (Йоркшир); (?) внебрачная связь — король Иоанн, от которого она имела сына Ричарда Фицроя[6]. Точно неизвестно, была ли Адела любовницей короля, ей также могла быть другая дочь Гамелина, имя которой неизвестно.[7]
- Изабелла (ум. до 13 ноября 1234); 1-й муж — Роберт II де Ласси (ум. 21 августа 1193), 5-й барон Понтефракт; 2-й муж — Гилберт л’Эйгл (ум. 1231), лорд Певенси
- Матильда (ум. до 13 ноября 1234); 1-й муж — Генрих II д'Э (ум. 16/17 июля 1190/1191), граф д'Э; 2-й муж — Генрих де Стутевилл (ум. до 1236), лорд Экенгтон, сеньор де Валмон и де Рам
- Уильям де Варенн (1166 — 27 мая 1240), 5-й граф Суррей